# Óscar García Guzmán
Óscar García Guzmán (n. 2 de febrero de 1990), conocido como El Monstruo de Toluca, es un asesino en serie mexicano. Fue identificado por primera vez como sospechoso de la desaparición de una compañera de universidad en octubre de 2019.
El 30 de octubre de ese año, tras un cateo en su casa de Villa Santín, Toluca, Estado de México, fueron encontrados los cuerpos estrangulados de tres mujeres, dos de ellos estaban enterrados en el patio trasero de la propiedad, abajo de una perrera, y uno más en el baño.
Tras su captura aceptó haber asesinado no sólo a las tres mujeres encontradas en su casa, sino que declaró también habría matado a una cuarta mujer y el padre de ésta,— en 2012, en Otzolotepec, Estado de México,— así como a su propio padre que habría asesinado con tan sólo 16 años de edad. Puede ser considerado como un asesino hedonista motivado por control, organizado y sedentario. Fue condenado por la Físcalía General del Estado de México a prisión.

## Antecedentes
Se sabe poco sobre la vida de Óscar García antes de sus crímenes, se teoriza que, su padre habría ejercido violencia sobre su madre y él cuando era pequeño. Declararía que desde su juventud le atrajo la idea de matar, paradójicamente y, a diferencia de otros asesinos seriales, también mostró interés y apego por los animales, para el momento de su captura tenía como mascotas a dos perros y un gato, durante su fuga y tras su captura mostró reiteradamente preocupación por ellos. En opinión de la Dra. Feggy Ostrosky, su inclinación por los animales podría estar dado por un narcisismo patológico, en donde él se ve a sí mismo como "un protector", al cuidar de los animales el puede ejercer este papel sin resistencia alguna por parte de sus protegidos. La especialista lo considera como psicópata y narcisista, ávido de atención.
Otras aficiones que tuvo fue el krav magá — disciplina que practicó activamente al menos por cuatro años, llegando a fungir como instructor—, el death metal, el satanismo y las historias de asesinos seriales a quienes dijo admiraba por su "inteligencia". Vivía solo desde hace años aunque dependía económicamente de su madre, según declaraciones de sus vecinos era un hombre tranquilo que nunca hablaba con nadie y siempre vestía de negro. Para el momento de su captura estudiaba psicología en una universidad local.

## Crímenes

### Primeros homicidios
La primera víctima de Óscar García habría sido su padre, lo asesinó siendo aún menor de edad, en 2006. Fue en una llamada telefónica con su madre efectuada desde prisión, en enero de 2020, que reconoció este crimen. Posteriormente aceptaría formalmente su declaración. No se han revelado las circunstancias en las que su padre murió, pero la fiscalía confirmó que él sí estaba relacionado con la muerte.
Sus siguientes víctimas fueron una mujer identificada sólo como "Mónica" y el padre de esta. A ella la habría conocido el 10 de septiembre de 2012, en una preparatoria de Otzolotepec, rápidamente interesándose en ella y comenzando a seguirla; llegó a su casa y ese mismo día decide allanarla, pero la casa no estaba vacía, el padre de "Mónica", identificado como "Tomás", estaba ahí. Tras ser descubierto por este último, Óscar decide asesinarlo, lo apuñaló en repetidas ocasiones y posteriormente lo remató con un hacha. Se sentó a esperar a la hija aún con los restos de su padre en el domicilio, cuando esta llegó la sometió valiéndose de sus habilidades en krav magá y la condujo a su casa de Villa Santín donde la mantuvo con vida cerca de dos semanas, tiempo en que la agredió sexualmente y torturó, terminó matándola a golpes dos días antes de su cumpleaños. Descuartizó el cuerpo y dispuso los restos en cajas de cartón que tiro en un barranco de El Mirador, Huixquilucan, Estado de México.

### Cuarto y quinto homicidio.
La siguiente víctima del "Monstruo" fue Adriana González Hernández de 27 años de edad y estudiante de psicología de la Universidad Insurgentes de Toluca, quien desapareció el 24 de marzo de 2017, después de salir de su casa en la barrio El Ranchito, Toluca de Lerdo. Según declararían familiares de Adriana, unos días antes de su desaparición ella habría presentado a Óscar García como su "novio" en una reunión familiar. El asesino le confesaría a la activista Frida Guerrera Villalvazo, que habría asesinado a Adriana González no hasta febrero de 2018.
La quinta víctima fue Martha Patricia "Patty" Nava Sotelo de 25 años, criminóloga y estudiante de leyes, desapareció el 9 de febrero de 2019, en Huixquilucan. Desde meses previos a su desaparición "Patty" le habría expresado a su familia su preocupación porque sentía que alguien la seguía, se quejó particularmente de haber visto en varias ocasiones a una camioneta negra aparentemente rondándola. Se sabe que Óscar García conocía a la familia de Nava, ya que la madre de este era su vecina. Tras su desaparición, el último sitio donde se detectó la conexión del celular de Patty Nava fue en las cercanías de la casa de Villa Santín, se sabría que habría estado cautiva en este sitio dopada con "Rivotril" (clonazepam) durante varios días hasta su muerte en el mismo mes de su desaparición.

### Último asesinato.
La última víctima fue Jéssica Guadalupe Jaramillo Orihuela de 23 años, estudiante de psicología en la misma universidad que su asesino, desapareció el 24 de octubre de 2019, después de salir de su casa en la colonia 5 de Mayo, Toluca de Lerdo. Desde meses previos a su desaparición, Óscar García había comenzado a acosarla. Tras su desaparición, la familia de Jéssica sospechó antes que nadie en Óscar García Guzmán. Acudieron a su casa en varias ocasiones, repetidamente este negó haberla visto y terminó amenazándolos para que dejaran de "molestarlo"; lejos de parar varios miembros de familia se plantaron fuera de la casa durante cuatro días entre el 26 y 30 de octubre, legalmente la policía no podía entrar sin la orden de juez, ésta tardó días en llegar, pese a que los familiares aseguraban que llegaron a ver a Jéssica a través de las ventanas de la casa.
El 30 de octubre, al final llegó la orden, ese mismo día antes de que llegará la policía, el asesino salió de su casa y ya no volvió. Cuando la policía entró al domicilio se encontraron con el cuerpo estrangulado de Jéssica en el baño, habría sido asesinada en horas previas al hallazgo.

## Captura y sentencia
Fue detenido tras permanecer prófugo por poco más de un mes, el 6 de diciembre de 2019. Fue condenado por la Físcalía General del Estado de México a prisión. Anteriormente había sido condenado a 12 años en septiembre de 2021 por el delito de violación sexual, sin embargo, tras más investigaciones, fue condenado a 17 años adicionales por su responsabilidad en la desaparición de una mujer. Finalmente, el 31 de marzo de 2022 recibió otra condena por 62 años más, tras ser declarado culpable por el asesinato de una mujer de 23 años. La suma total de sus 3 condenas dan un total de 91 años de prisión.